# Hibbertia surcularis
Hibbertia surcularis är en tvåhjärtbladig växtart som beskrevs av Toelken. Hibbertia surcularis ingår i släktet Hibbertia och familjen Dilleniaceae. Inga underarter finns listade i Catalogue of Life.